# Model European Union
Model European Union (MEU) is een simulatie van de politiek van de Europese Unie. Gedurende één week komen ongeveer 180 jongeren van uit alle hoeken van Europa naar het Europees Parlement in Straatsburg. Het parlement zelf en de Raad van de Europese Unie worden gesimuleerd maar de deelnemers kunnen ook meedoen als tolk, journalist en lobbyist.
De MEU vindt meestal in het voorjaar (maart, april of mei) plaats.

## Achtergrond
Model European Union (MEU) is een simulatie van de politiek in de Europese Unie en de Juridische procedures. Het bootst de EU-politiek en wetgevende procedures na. Het beschikt meestal over twee wetsvoorstellen voor een richtlijn of een verordening, geselecteerd door het organiserende team.
De deelnemers zijn verdeeld in de leden van het Parlement (MEP's), de ministers van de Raad van de Europese Unie, tolken, journalisten en lobbyisten.
In de loop van de week leren de deelnemers discussiëren, debatteren, onderhandelen en proberen tot een compromis te komen over de gegeven voorstellen. Dit wordt bereikt door het volgen van dezelfde procedures die de leden van het EP volgen in de exacte omgeving en de locatie van het Europees Parlement.

## Geschiedenis
Model European Union begon met een idee van een groep jonge mensen met een visie een simulatie te creëren die alle studenten uit Europa zou helpen het beslissingsproces van de Europese Unie beter te leren begrijpen. 

## Voorstellen
De voorstellen van de MEU 2012 zijn als volgt:
- Voorstel voor een richtlijn van het Europees Parlement en de Raad betreffende het gebruik van PNR-gegevens voor het voorkomen, opsporen, onderzoeken en vervolgen van terroristische misdrijven en zware criminaliteit.
- Voorstel voor een verordening van de Raad tot oprichting van een Europees agentschap voor het beheer van de operationele samenwerking aan de buitengrenzen

De voorstellen zullen worden besproken, respectievelijk volgens de gewone wetgevingsprocedure en de overlegprocedure.
Volgens de gewone wetgevingsprocedure, voorheen bekend als de medebeslissingsprocedure, bespreekt de Raad, wijzigt ze en stemt ze over wetgevingsvoorstellen geïntroduceerd door de Europese Commissie, samen met het Europees Parlement. Dit is de procedure die in de eerste plaats en traditioneel gesimuleerd wordt in de Model European Union.
Aangezien het Europees Parlement een gelijkwaardige mede-wetgever is, heeft de Raad altijd haar positie in acht te nemen en nauw samen te werken. Het maakt dus deel uit van de minister taken om in contact te blijven met de leden van het Europees Parlement om tot een compromis te komen over de wetgeving. Gedurende de Model European Union is dit vooral belangrijk als de simulatie niet tot een overeenkomst lijkt te komen. Trilaterale bijeenkomsten worden georganiseerd om samenwerking tussen het Europees Parlement, de Raad en de Commissie te waarborgen.
In MEU 2012 zal voor de eerste keer ook de raadplegingsprocedure worden gesimuleerd. Volgens de procedure in kwestie neemt de Raad een beslissing na raadpleging van het Europees Parlement en de Commissie. Het advies van het Europees Parlement is niet bindend voor de Raad, maar de laatste heeft een plicht om de hen te raadplegen en kan de wet niet goed te keuren alvorens ontvangst van het advies.

## Locatie
MEU vindt ieder jaar plaats in Straatsburg, in het gebouw en de kamers van het Europees Parlement. Het is in zoverre realistisch dat deelnemers niet alleen de rol van lid van het Europees Parlement en Ministers in kunnen nemen maar ook daadwerkelijk op hun stoelen plaatsnemen.

## Organisatie
Het organiserende team van de MEU is ieder jaar anders. Het bevat mensen voor verschillende posities gezocht naar de benodigdheden van de verschillende MEU’s.
De organisatie is gekozen door de directeur-generaal en de vice-directeur-generaal  van iedere MEU. Het team is gekozen uit individuen vanuit heel Europa.
Ieder land heeft zijn eigen Liaison Officer, iemand die verantwoordelijk is voor de promotie van MEU op verschillende gebieden.
Model European Union (MEU) is een project van de BETA e.V. (Bringing Europeans Together Association), die ieder jaar de procedures en gang van zaken in de gaten houdt en de Director General in functie benoemd.

## BETA e.V.
Bringing Europeans Together Association e.V. (BETA e.v.) is een Europese, politiek onafhankelijke, non-profitorganisatie die Europese integratie en internationaal begrip en verwantschap wil uitdragen en bevorderen. BETA bestaat uit politiek actieve jongeren.

## Rollen

### Minister in de Raad van Ministers
De Raad van Ministers werkt met de afgevaardigde van 27 nationale overheden die regelmatig bijeenkomen en zowel politiek als wetgevende zaken aangaande Europese zaken. Afhankelijk van het onderwerp, komt de Raad in verschillende formaties samen (bijvoorbeeld Algemene Zaken, Buitenlandse Zaken, Economische en Financiële Zaken). Tijdens de Model European Union is het de taak van de ministers om nationale belangen te vertegenwoordigen en nauw samen te werken met het Europees Parlement om wetten aan te nemen. Om een gekwalificeerde meerderheid van stemmen voor hun positie te krijgen, moeten de ministers allianties met vertegenwoordigers van andere lidstaten vormen. Hiertoe worden middelen ingezet als overtuigend argumenteren in formele en privégesprekken met andere ministers, onderhandelingstactieken en de samenwerking met lobbygroepen. In tegenstelling tot de Commissie, die het belang van de EU vertegenwoordigt, en het Europees Parlement, dat de Europese burgers vertegenwoordigt, is de Raad van Ministers er om de belangen van nationale regeringen te vertegenwoordigen.

### Leden van het Europees Parlement
Gedurende de Model European Union, werken diegene die de leden van het Europees Parlement naspelen, samen met hun collega’s om onderlinge overeenstemming te krijgen over twee voorstellen van de Commissie en zoeken dan naar een goede compromis tussen het Parlement en de Raad. Leden van het Europees Parlement worden direct verkozen en vertegenwoordigen de Europese burgers binnen de EU. Het Europees Parlement werkt net als de nationale parlementen, waar vertegenwoordigers samenwerken in parlementaire groepen. Deze fracties debatteren en discussiëren samen over wetten die van de Commissie komen en bespreken rapporten over de ontwikkelingen binnen Europa.
Alle parlementaire groepen in het Europees Parlement worden gesimuleerd tijdens de Model European Union: EPP, S&D, ALDE, ECR, Greens/EFA, GUE/NGL, EFD. Gedurende de debatten van de Model European Union wordt er verwacht dat de leden zich ook zullen aansluiten bij de standpunten van hun fractie, dit is echter niet verplicht.

### Non-inscrits
Een van de nieuwtjes van de MEU 2012 is de deelname van de non-inscrits (NI's), oftewel de niet-toegewezen leden. Tijdens de MEU hebben de NI's een specifieke politieke identiteit verkregen. NI's houden toespraken in het Parlement en zijn nauw betrokken bij vele discussies met fracties. Het meeste werk van een NI bestaat uit het discussiëren met alle fracties en het proberen een compromis te bereiken. Het is een van de meest actieve rollen die er is.

### Journalisten
Journalisten hebben een van de belangrijkste taken gedurende de Model European Union. Ze hebben de capaciteit om de algemene opinie te vormen en om behoorlijke invloed uit te oefenen op belangrijke beslissingen. Ze observeren de acties van zowel de wetgevende organen en zorgen ervoor dat ze beter inspelen op het algemeen belang. Journalisten houden alle deelnemers op de hoogte van de vooruitgang van de discussies door hun dagelijks nieuwsblad te produceren. Van zo veel mogelijk informatie verzamelen tot je ogen goed open houden tijdens het sociale programma, alles is belangrijk. Gedurende de simulatie krijgen de journalisten de kans om te leren hoe je verschillende soorten nieuwsbladen in elkaar zet. Zodoende krijgen ze alle facetten van het schrijf- en drukproces mee. Van het plannen en beslissen over de inhoud, het schrijven van artikelen, het nemen van foto’s, het houden van interviews tot de opmaak. Het werk van de journalisten start met het maken van een blad al vóór de conferentie en eindigt met een boek over de resultaten van de conferentie.

### Lobbyisten
Lobbyisten zijn professionele vertegenwoordigers die aanwezig zijn bij ieder met de politiek verbonden gebeurtenis om hun groep of zaak te vertegenwoordigen voor de wetgevende organen. Handelaren, arbeiders, NGO’s, denktanks en groepen die specifieke bevolkingsgroepen of onderwerpen vertegenwoordigen, zijn in verschillende mate van lobbyisten afhankelijk. Gedurende de simulatie, werken lobbyisten zowel alleen als in coalities. Ze spreken namens de organisaties die ze vertegenwoordigen. Ze volgen de debatten in het Parlement en de Raad zodat ze voldoende geïnformeerd zijn over de ontwikkelingen. Ze doen onderzoek en informeren de delegaties over de potentiële impact van hun politieke keuzes. Ze proberen de ministers en de parlementaire groeperingen aan hun kant te krijgen. Daarom moeten lobbyisten hun best doen om in contact te komen met de politici en ze zijn vrij om dit in alle omstandigheden te doen, ook gedurende de lunches en feesten. Daarnaast kunnen ze de media inschakelen om het debat extra op te voeren. Ze moeten echter wel oppassen dat ze hun goede relaties met de politici niet besmeuren door te veel kritische stellingnames.

### Tolken
Tolken faciliteren multilaterale communicatie in verschillende conferenties, onderhandelingen en instituties zoals de Europese Unie. Ze vertalen wat er is gezegd en hoe het is gezegd, al dan niet simultaan. Vertalen vereist een hoge mate van concentratie, daarom werken tolken vaak in teams gedurende een conferentie van het Europees Parlement. Naast hun moedertaal (A Language), moeten tolken op hoog niveau andere talen kunnen spreken, die men verdeelt in actieve (B-) en passieve (C-) talen. Terwijl tolken meestal hun A-taal in hun B-taal vertalen gedurende conferenties moeten ze bij de EU instituties alles naar hun eigen A-taal vertalen. Gedurende de Model European Union, moeten tolken van het Engels naar hun moedertaal kunnen vertalen gedurende parlementaire sessies en persconferenties, behalve in één sessie waarin zij hun eigen taal naar het Engels vertalen. Deze dag heet Moedertaaldag en is in het verleden van de MEU erg belangrijk gebleken. 

### Fractiesecretaris
Dit is een extra rol voor de leden van het Europees Parlement tijdens het MEU. Fractiesecretarissen zijn primair verantwoordelijk voor de voor-parlementaire voorbereidingsfase. Zij zijn de belangrijkste coördinatoren bij het verzorgen van de voorbereidende fractievergaderingen. Ze zien ook toe op de voorbereiding van gemeenschappelijke Fractie Position Papers. Eenmaal in Straatsburg, zal de fractiesecretaris de eerste fractiebijeenkomst organiseren, waarbij de fractievoorzitters worden gekozen. Elke fractiesecretaris is ook verkiesbaar als fractievoorzitter. Als hij wordt verkozen, zal de fractie een nieuwe secretaris moeten kiezen. Als hij blijft in zijn positie, zal de secretaris verantwoordelijk blijven voor de administratieve taken binnen de fractie. Deze rol is alleen een extra rol - elke fractiesecretaris blijft ook gewoon een lid van het Europees Parlement.

### Fractievoorzitters
Fractievoorzitters zijn een belangrijk onderdeel van de MEU. Iedere fractie verkiest één voorzitter gedurende de eerste fractievergadering, die samen met de fractiesecretaris verantwoordelijk is voor de organisatie en het coördineren van het werk. een fractievoorzitter zit de fractievergaderingen voor en organiseert het schrijven van amendementen op voorstellen van het Europees Parlement. Aan het begin van ieder debat over een EP-voorstel zal hij een korte speech geven waarin hij de mening van de fractie over het voorstel uit de doeken doet.

## Proces voor deelname
Om te kunnen deelnemen moet men een EU-burger, een inwoner van een van de EVA-lidstaten of een inwoner van Turkije of Kroatië zijn. De aanmeldingen lopen meestal van november tot en met januari. Elke aanmelder moet een online sollicitatieformulier invullen, schrijft een korte motivatiebrief en een essay over een van de onderwerpen die elk jaar worden aangeboden.
De volgende fase betreft het nakijken van de aanvragen door organisatoren.
De laatste stap is het contact opnemen met alle aanvragers en hen te informeren over het resultaat van hun aanvraag (ongeacht of hun aanvraag succesvol was of niet).